# Neotaranomis atropurpurea
Neotaranomis atropurpurea là một loài bọ cánh cứng trong họ Cerambycidae.